# Vitalij Leonardovics Hodoszovszkij
Vitalij Leonardovics Hodoszovszkij (oroszul: Виталий Леонардович Ходосовский) (Leningrád, 1933. szeptember 22. –) szovjet színekben világbajnoki ezüstérmes orosz párbajtőrvívó, edző.